# William French (Kupferstecher)
William French (* um 1815; † 8. Januar 1898 in East Grinstead, Sussex) war ein englischer Kupferstecher.

## Wirken
French fertigte Kupferstiche in Linienmanier nach Gemälden englischer Zeitgenossen sowie alter Meister und anderer volkstümlicher früherer Meister. Er arbeitete in Leipzig mit Albert Henry Payne zusammen, für dessen Firma „Payne & Brain“ er mehrere Stiche für Illustrationen anfertigte. Später arbeitete er für „Virtue, Hall & Co.“ in London. Große Anerkennung erwarb er sich in England für einen Stich nach einem Gemälde von Crowe, das einen Unterführer Cromwells bei einer Ansprache an seine Soldaten darstellt. Zudem fertigte er mehrere Stiche für Adolph Görlings Deutschlands Kunstschätze: eine Sammlung der hervorragendsten Bilder der Berliner, Dresdener, Münchener, Wiener, Casseler und Braunschweiger Galerien oder Rosa Mulhollands The Little Flower Seekers. Seine Stiche waren gefragt und wurden auf Auktionen versteigert.

## Werke (Auswahl)

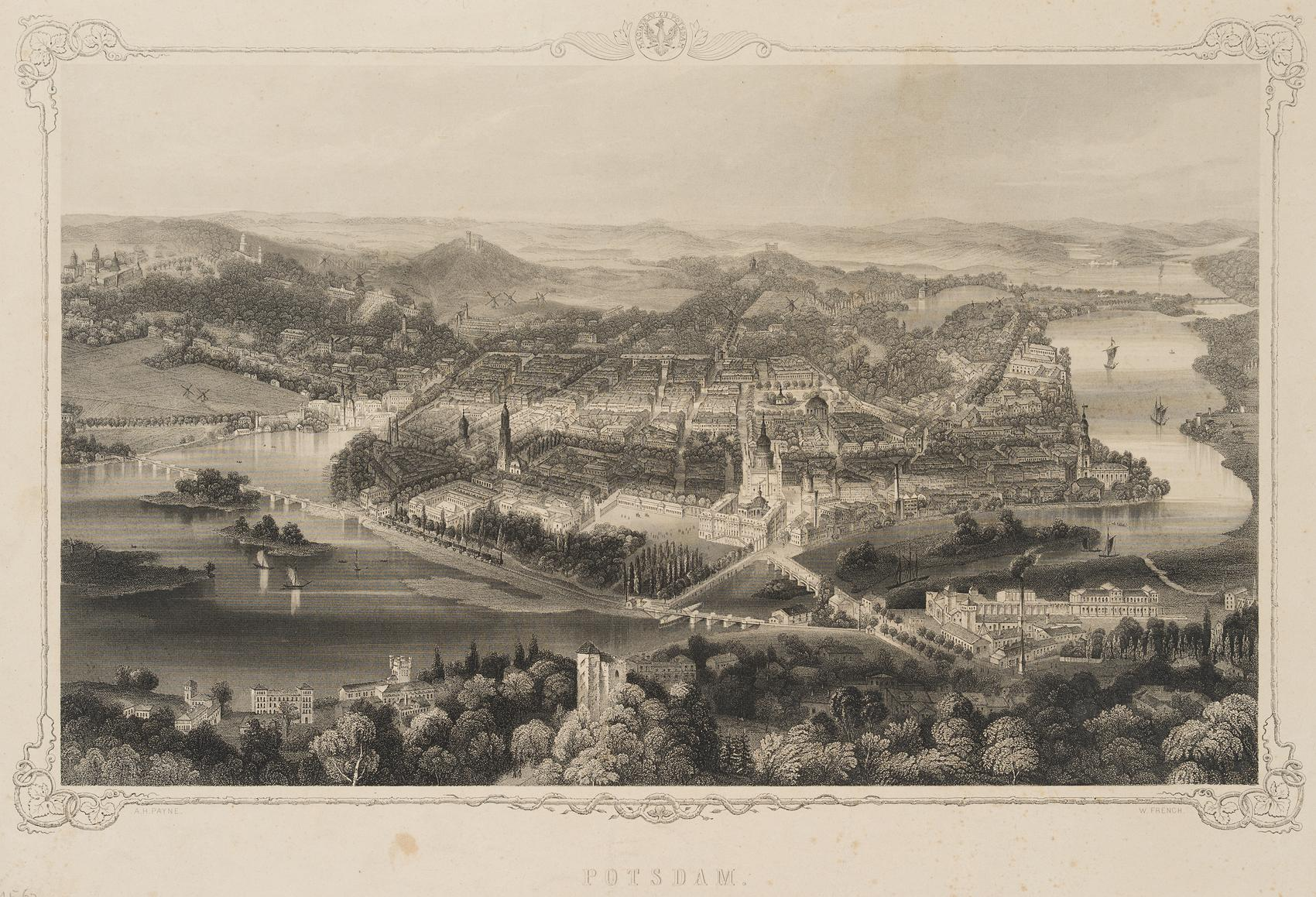
Potsdam aus der Vogelschau

- Die Kreuzigung, Die Verklärung der heiligen Jungfrau und Maria in der Glorie auf Wolken neben der Mondsichel stehend (auch Maria in Engelsglorie) nach Bartolomé Esteban Murillo[3]
- Simsons Rätsel, Rembrandt und seine Frau, Saskia mit dem Blümchen in der Hand (Dresden)
- Selbstportrait in Halbfigur, Rembrandts Mutter (Wien)
- um 1845: Potsdam aus der Vogelschau
- um 1852: Reynard’s Trial, Stahlstich nach Heinrich Leutemann (1824–1905)[4]
- um 1855: Blick über die Friedrichsbrücke zum Neuen Museum mit dem Verbindungsgang zum Alten Museum, Stahlstich nach einem Gemälde von Albert Henry Payne[5]